# Rio Sacuriuiná
Rio Sacuriuiná är ett vattendrag i Brasilien.   Det ligger i delstaten Mato Grosso, i den centrala delen av landet, 1 100 km väster om huvudstaden Brasília.
Omgivningarna runt Rio Sacuriuiná är huvudsakligen savann. Trakten runt Rio Sacuriuiná är nära nog obefolkad, med mindre än två invånare per kvadratkilometer.